# Bioma
Un bioma és una gran unitat de classificació dels paisatges de la bioesfera.Al concepte de zona o domini climàtic, se n'hi afegeix un altre que engloba els aspectes biòtics. Com que és poc útil fer servir la fauna per arribar a aquesta fita, a causa de la gran mobilitat i diversitat ecològica que tenen, s'utilitza la vegetació immòbil i amb una clara dependència climàtica. Hom fa servir el concepte de formació vegetal, amb una base fisiognòmica i fenològica més que no pas de composició específica (es defineixen les formacions per llur aspecte o estratègia vital i no pas pels tàxons més abundants). D'aquesta manera, una mateixa formació es pot estendre per regions biogeogràfiques diferents, ja que és més un producte del clima que no pas de les condicions històriques d'evolució de la flora.
Un bioma és un ecosistema molt gran que es troba en zones que tenen condicions similars de llum, temperatura i humitat, i que té una vegetació i una fauna típiques.
La formació vegetal també es relaciona amb les grans unitats edàfiques i geomorfològiques, en la mesura que aquestes són una expressió de les condicions climàtiques actuals, a més a més de les històriques.
El 2005, l'ajuntament de Lleida va decidir de crear un arborètum, que hauria d'esdevenir el primer centre de recerques biòmiques de la península Ibèrica. Aquesta infraestructura científica, anomenada Arborètum Dr. Pius Font i Quer, va inaugurar-se el 2011. Recrea quatre dels biomes més importants.
Els biomes es poden assimilar als principals ecosistemes de la terra i, junts, formen la biosfera.
Els grans biomes de la Terra són els següents (segons BIOSFERA):

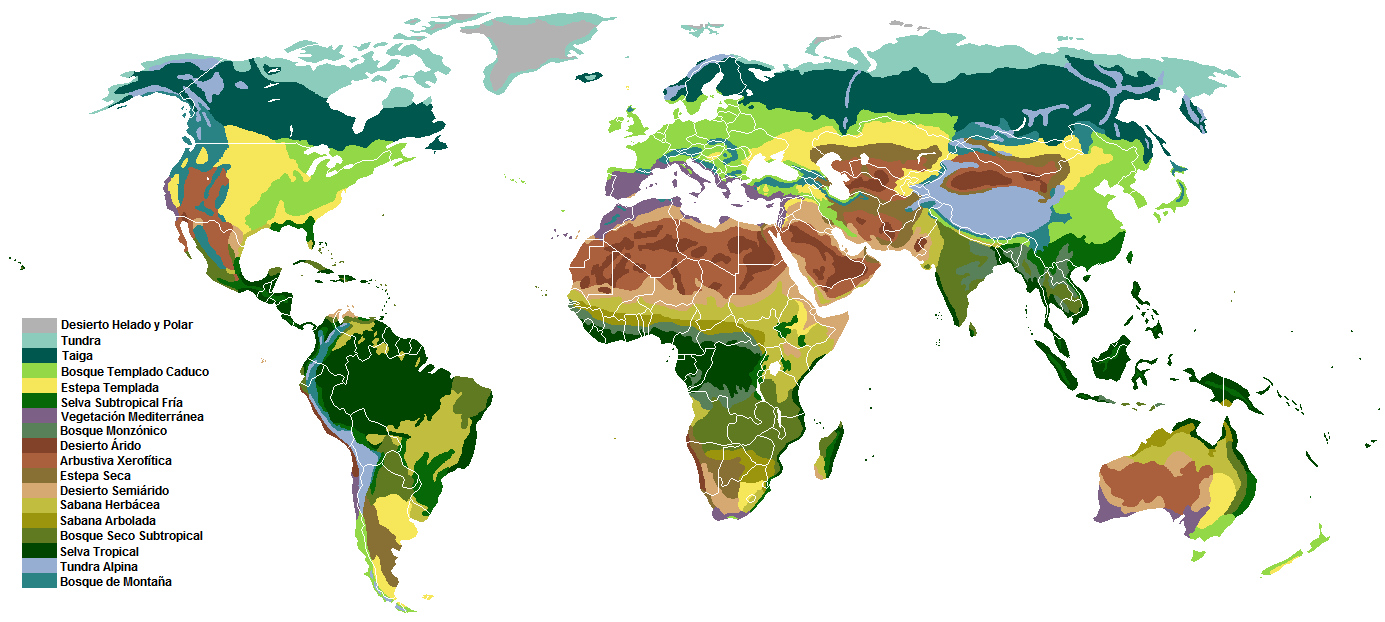
Mapa dels biomes terrestres

- Selves tropicals
- Sabanes
- Deserts
- Mediterrànies
- Laurisilves
- Boscos temperats caducifolis
- Estepes
- Taigà
- Tundra
- Tundra d'alta muntanya
- Banquisa polar

## L'origen de la paraula
Frederic Edward Clements (1874-1945) va utilitzar el terme "bioma" per primera vegada en una publicació el 1916.
El bioma té el rang d'unitat fonamental per a l'ecologia. Victor Ernest Shelford (1877-1968) va definir el 1931 el terme bioma com l'entitat ecològica i la unitat biogeogràfica formada per la formació de plantes i la formació animal que li correspon.

## Límits

Influència combinada de factors geogràfics climàtics en els ecosistemes (en realitat els ecosistemes també influeixen retroactivament en el clima i produeixen relleu a molt llarg termini)

A l'escala del globus terrestre, el dens bosc tropical, la sabana, l'estepa, el bosc temperat de fulla caduca o mixta, la tundra són els grans biomes que caracteritzen la biosfera, que tenen una distribució zonal, és a dir, que no poden excedir certs valors latitudinals.
A escala continental o regional, poden ser complexes de definir, d'una banda perquè existeixen diferents hàbits de denominació i, de l'altra, perquè les seves fronteres es poden difuminar (vegeu el concepte d'Ecotò). A més, el mateix bioma es pot anomenar de manera variable segons el continent on es troba. Per exemple, el bioma "prats temperats" es coneix localment amb els noms d'estepa, pampa o veld, segons la seva ubicació.

## Característiques del bioma
El bioma es caracteritza fonamentalment pel seu clima, en particular la temperatura i les precipitacions. És, a més, la distribució zonal dels climes la que va portar a ressaltar la zonació dels sòls a finals del segle xix, després biomes. Hi poden intervenir altres paràmetres físics, com ara una altitud concreta o un terreny submergit periòdicament. Per tant, són les condicions abiòtiques les que determinen el tipus de bioma. De fet, aquestes condicions seleccionen espècies adequades: per exemple, a les regions fredes, només hi haurà espècies vegetals adaptades a la gravetat del fred.
De fet, l'aigua i les temperatures, la distribució de les quals a escala global està condicionada en gran manera per la rotació de la Terra sobre el seu eix, són dos factors fonamentals per determinar un clima. Presenten, a escala global i continental, variacions segons la latitud. Per tant, aquesta distribució es correlaciona amb bandes de vegetació homogènies. Aquestes bandes latitudinals (observades per primera vegada per Vassili Dokutxàiev, pare de la pedologia russa), s'anomenen zones (del grec zonê que significa cinturó) i van donar lloc al concepte de zonalitat, fonamental en la geografia dels entorns naturals. Per exemple, la biodiversitat augmenta des dels pols fins a l'equador, ja sigui des del punt de vista animal o vegetal. El dens bosc equatorial és el bioma més ric i divers.

## WWF / World Biomes
Segons WWF, hi ha dos tipus principals de biomes, els terrestres i aquàtics. Tot i que hi ha biomes aquàtics, compleixen els criteris de zonalitat molt menys a causa dels immensos corrents oceànics que travessen els oceans a totes les profunditats. Són més difícils de definir a l'espai, especialment per a aquests entorns marins. En el sentit del bioma tal com es va definir anteriorment, l'estudi dels ambients aquàtics preferiria passar a l'oceanografia o limnologia. De fet, per qüestions d'escala, un delta i un ecosistema marí marcats per la presència d'aigües emergents de les profunditats (afloraments) Sembla poc comparable, o bé això equival a assimilar biomes i entorns naturals a totes les escales, cosa que la biogeografia o l'ecologia no fan. Els ecologistes distingeixen quatre principals biomes terrestres: boscos, terres cultivades, estepes i deserts.